# 1N4148
1N4148 е стандартен силициев превключващ диод. Той е един от най-популярните сигнални диоди, поради неговите добри параметри и ниска цена. Намира приложение като електронен ключ при работна честота до 100 MHz с време за възстановяване по-малко от 4 ns. Означението 1N4148 е част от номенклатурата на JEDEC.

## Обща информация
1N4148 е заместител на по-стария 1N914. Основната разлика между тях е бил в тока на утечка, но в днешно време производителите дават еднакви стойности за този параметър и при двата типа диоди. Смята се, че производителите слагат двете означения на един и същи продукт.
В номенклатурата на JEDEC вписаните прибори 1N4148 и 1N914 са диоди в аксиален корпус за обемен монтаж. Диоди с подобни характеристики са налични и в корпуси за повърхностен (SMD) монтаж.
Корпус за обемен монтаж
- 1N4148 – стъклен корпус с аксиални изводи DO-35.
- 1N4148-P – стъклен корпус с аксиални изводи DO-35. Сертифициран за приложения в автомобилостроенето.

Корпус за повърхностен (SMD) монтаж
- LL4148 – корпус MiniMELF.
- 1N4148W – корпус SOD-123.
- 1N4148WS – корпус SOD-323.
- 1N4148WT – корпус SOD-523.

Някои SMD корпуси са маркирани с означението „T4“.

## Параметри
Пределно допустими стойности (гранични стойности на прибора):
- VRRM = 100 V (максимално импулсно обратно напрежение)
- IO = 200 mA (среден ток в права посока)
- IF = 300 mA (ток в права посока)
- If = 400 mA (импулсен ток в права посока)
- IFSM = 1 A при импулси с дължина 1 s; 4 A при импулси с дължина 1 µs (неповтарящ се импулсен ток в права посока)

Електрически и топлинни параметри:
- VF = 1 V при 10 mA (максимален пад на напрежението в права посока)
- VR = 75 V при 5 µA; 100 V при 100 µA (пробивно напрежение в обратна посока и ток на утечка)
- trr = 4 ns (време за възстановяване)
- PD = 500 mW (максимална разсейвана мощност)